# Ixora odoratiflora
Ixora odoratiflora är en måreväxtart som beskrevs av Theodoric Valeton. Ixora odoratiflora ingår i släktet Ixora och familjen måreväxter. Inga underarter finns listade i Catalogue of Life.